# Lydia (Schiff)
Die Lydia ist ein ehemaliges Fracht- und Passagierschiff, das seit 1967 als Touristenattraktion am Strand von Le Barcarès dient.

## Einzelheiten
Das Schiff wurde im Jahre 1931 als Moonta auf der dänischen Werft Burmeister & Wain gebaut. Bis zum Februar 1955 fuhr die Moonta unter australischer Flagge für die Adelaide Steamship Company zwischen den Häfen Adelaide, Port Pirie, Port Lincoln, Whyalla und Wallaroo. Nach kurzer Aufliegezeit diente die Moonta ab Juni 1955 für ein halbes Jahr in Charter der Reederei Tasmanian Steamers. Am 21. Dezember 1955 übernahm die griechische Reederei Hellenic Mediterranean Lines das Schiff, benannte es in Lydia um und setzte es bei der Tochtergesellschaft Compania Naviera del Atlantico im Mittelmeer ein. Am 30. Dezember 1966 wurde die Lydia in Piräus außer Dienst gestellt und zum Verkauf angeboten.
Die Societe d'Economie Mixte d'Etudes et d'Amenagement des Pyrenees Orientales (S.E.M.E.T.A.) erwarb das Schiff 1967 und ließ es in Marseille für seinen Einsatz als antriebsloses Touristen- und Kasinoschiff umbauen. Am 10. Juni 1967 wurde die Lydia durch einen eigens gegrabenen Kanal an den Strand von Barcarès gezogen und auf der Position 42° 49' 39" N; 03° 02' 28" E festgesetzt, wo es inmitten eines Freizeitparks als Touristenattraktion mit Museum, Restaurant, Diskothek und Kasino dient. 1974 übernahm ein japanisches Unternehmen das Schiff.

## Weiteres
Im Spielfilm Der Greifer spielen mehrere Szenen auf dem Schiff. Die von Jean-Paul Belmondo verkörperte Hauptfigur deckt im Casino des Schiffs eine mafiöse Gruppe auf.